# Clayton, Illinois
Clayton är en ort i Adams County, Illinois, USA. År 2000 hade orten 904 invånare. Den har enligt United States Census Bureau en area på 2,3 km², allt är land.

## Kända personer
- John Andersson, skådespelare (Star Trek)